# Beautiful (크리스티나 아길레라의 노래)
〈Beautiful〉은 크리스티나 아길레라의 노래이다. 네 번째 정규 앨범 《Stripped》의 두 번째 싱글이다. 빌보드 핫 100 2위와 영국 싱글 차트 1위를 한 곡이다. 미국 음반 산업 협회(RIAA) 인증 골드 등급을 받은 곡이다. 그래미상 여자 팝 보컬 퍼포먼스 수상곡이다. 현대에 와서는 LGBT 커뮤니티 찬가 중 하나로 즐겨 불리는 곡이기도 하다.